# Daniel Kopál
Daniel Kopál (10. prosince 1970 – 27. října 2020) byl český moderátor.
Daniel Kopál byl dlouholetým moderátorem Hitrádia Faktor. Na TV Prima spolu s Martinem Zounarem moderoval pořad Mňam aneb Prima vařečka. Uváděl rovněž pořad Výlety s labužníkem, vysílaný Regionální televizí.
V říjnu 2020 se nakazil covidem-19. Zemřel 27. října 2020 na selhání plic.